# Primetime-Emmy-Verleihung 1971
Die 23. Emmy-Verleihung fand am 9. Mai 1971 im Pantages Theatre in Los Angeles, Kalifornien, USA statt. Die Zeremonie wurde von Johnny Carson moderiert.

## Hauptkategorien

### Dramaserie
(Outstanding Dramatic Series)
* The Bold Ones: The Senator (NBC)
- Der Chef (Ironside) (NBC)
- Dr. med. Marcus Welby (Marcus Welby, M.D.) (ABC)
- NET Playhouse (PBS)
- The First Churchills Masterpiece Theatre (PBS)

### Comedyserie
(Outstanding Series – Comedy)
* All In The Family – Es bleibt in der Familie (All In the Family) (CBS)
- Arnie (Arnie) (CBS)
- Love, American Style (ABC)
- Oh Mary (The Mary Tyler Moore Show) (CBS)
- Männerwirtschaft (The Odd Couple) (ABC)

### Einzelprogramm Drama/Comedy
(Outstanding Single Program – Drama or Comedy)
* The Andersonville Trial (PBS)
- Hallmark Hall of Fame (Episode: Hamlet) (NBC)
- Night Gallery (Episode: They're Tearing Down Tim Riley's Bar) (NBC)
- Hallmark Hall of Fame (Episode: The Price) (NBC)
- Vanished (NBC)

## Hauptdarsteller

### Hauptdarsteller in einer Drama-Serie
(Outstanding Continued Performance by an Actor in a Leading Role in a Dramatic Series)
* Hal Holbrook als Senator Hays Stowe in The Bold Ones: The Senator
- Raymond Burr als Robert T. Ironside in Der Chef (Ironside)
- Mike Connors als Joe Mannix in Mannix (Mannix)
- Robert Young als Dr. Marcus Welby in Dr. med. Marcus Welby (Marcus Welby, M.D.)

### Hauptdarsteller in einer Comedy-Serie
(Outstanding Continued Performance by an Actor in a Leading Role in a Comedy Series)
* Jack Klugman als Oscar Madison in Männerwirtschaft (The Odd Couple)
- Carroll O’Connor als Archie Bunker in All In The Family – Es bleibt in der Familie (All In the Family)
- Ted Bessell als Donald Hollinger in Süß, aber ein bißchen verrückt (That Girl)
- Bill Bixby als Tom Corbett in Eddies Vater (The Courtship of Eddie's Father)
- Tony Randall als Felix Unger in Männerwirtschaft (The Odd Couple)

### Hauptdarsteller (Einzelleistung)
(Outstanding Single Performance by an Actor in a Leading Role)
* George C. Scott als Victor Franz in Hallmark Hall of Fame (Episode: The Price)
- Hal Holbrook als Senator Hays Stowe in The Bold Ones: The Senator (Episode: A Clear and Present Danger)
- Jack Cassidy als Otis Baker in The Andersonville Trial
- Gig Young als Jones in The Neon Ceiling
- Richard Widmark als Präsident Paul Roudebush in Vanished

### Hauptdarstellerin in einer Drama-Serie
(Outstanding Continued Performance by an Actress in a Leading Role in a Dramatic Series)
* Susan Hampshire als Sarah Churchill, Duchess of Marlborough in The First Churchills
- Linda Cristal als Victoria Cannon in High Chaparral (The High Chaparral)
- Peggy Lipton als Julie Barnes in Twen-Police (The Mod Squad)

### Hauptdarstellerin in einer Comedy-Serie
(Outstanding Continued Performance by an Actress in a Leading Role in a Comedy Series)
* Jean Stapleton als Edith Bunker in All In The Family – Es bleibt in der Familie (All In the Family)
- Marlo Thomas als Ann Marie in Süß, aber ein bißchen verrückt (That Girl)
- Mary Tyler Moore als Mary Richards in Oh Mary (The Mary Tyler Moore Show)

### Hauptdarstellerin (Einzelleistung)
(Outstanding Single Performance by an Actress in a Leading Role)
* Lee Grant als Carrie Miller in The Neon Ceiling
- Lee Grant als Leslie Williams in Columbo (Episode: Lösegeld für einen Toten) (Columbo – Episode: Ransom For a Dead Man)
- Colleen Dewhurst als Mrs Franz in Hallmark Hall of Fame (Episode: The Price)

## Nebendarsteller

### Nebendarsteller in einem Drama
(Outstanding Performance by an Actor in a Supporting Role in Drama)
* David Burns als Mr. Solomon in Hallmark Hall of Fame (Episode: The Price) posthum
- James Brolin als Dr. Steven Kiley in Dr. med. Marcus Welby (Marcus Welby, M.D.)
- Robert Young als Sen. Earl Gannon in Vanished

### Nebendarsteller in einer Comedy
(Outstanding Performance by an Actor in a Supporting Role in Comedy)
* Ed Asner als Lou Grant in Oh Mary (The Mary Tyler Moore Show)
- Gale Gordon als Harrison Carter in Here's Lucy
- Michael Constantine als Principal Seymour Kaufman in Room 222

### Nebendarstellerin in einem Drama
(Outstanding Performance by an Actress in a Supporting Role in Drama)
* Margaret Leighton als Gertrude Hallmark Hall of Fame (Episode: Hamlet)
- Gail Fisher als Peggy Fair in Mannix (Mannix)
- Elena Verdugo als Consuelo Lopez in Dr. med. Marcus Welby (Marcus Welby, M.D.)
- Susan Saint James als Peggy Maxwell in The Name of the Game

### Nebendarstellerin in einer Comedy
(Outstanding Performance by an Actress in a Supporting Role in Comedy)
* Valerie Harper als Rhoda Morgenstern in Oh Mary (The Mary Tyler Moore Show)
- Agnes Moorehead als Endora in Verliebt in eine Hexe (Bewitched)
- Karen Valentine als Alice Johnson in Room 222

## Regie

### Regie bei einem Drama/Einzelfolge einer Serie
(Outstanding Directorial Achievement in Drama – A Single Program of a Series with Continuing Characters and/or Theme)
* Daryl Duke für The Bold Ones: The Senator (Episode: The Day the Lion Died) (NBC)
- Bob Sweeney für Hawaii Fünf-Null (Episode: Alter schützt vor Diebstahl nicht) (Hawaii Five-O – Episode: Over Fifty? Steal!) (CBS)
- John Badham für The Bold Ones: The Senator (Episode: A Single Blow Of A Sword) (NBC)

### Regie bei einer Comedyserie
(Outstanding Directorial Achievement in Comedy)
* Jay Sandrich für Oh Mary (The Mary Tyler Moore Show: Episode: Toulouse Lautrec Is One Of My Favorite Artists) (CBS)
- John Rich für All In The Family – Es bleibt in der Familie (All In the Family – Episode: Gloria's Pregnancy) (CBS)
- Alan Rafkin für Oh Mary (The Mary Tyler Moore Show – Episode: Support Your Local Mother) (CBS)

### Regie bei einer Comedyserie, Varieté oder Musik
(Outstanding Directorial Achievement in Comedy, Variety or Music)
* Sterling Johnson für Peggy Fleming at Sun Valley (NBC)
* Mark Warren für Rowan and Martin's Laugh-In (Episode mit Orson Welles) (NBC)
- Martin Charnin & Walter C. Miller für George M! (NBC)
- Roger Englander für New York Philharmonic Young People's Concerts: Anatomy of a Symphony Orchestra (CBS)
- Art Fisher für Andy-Williams-Show (The Andy Williams Show – Episode: Andy Williams Christmas Show) (NBC)
- Tim Kiley für The Flip Wilson Show (Episode vom 17. September 1970) (NBC)

## Drehbuch

### Drehbuch für eine Dramaserie
(Outstanding Writing Achievement in Drama)
* Joel Oliansky für The Bold Ones: The Senator (Episode: To Taste of Death But Once) (NBC)
- David W. Rintels für The Bold Ones: The Senator (Episode: A Continual Roar of Musketry", parts I & II) (NBC)
- Jerrold Freedman für The Psychiatrist (NBC)

### Drehbuch für eine Comedyserie
(Outstanding Writing Achievement in Comedy)
* James L. Brooks & Allan Burns für Oh Mary (The Mary Tyler Moore Show – Episode: Support Your Local Mother) (CBS)
- Norman Lear für All In the Family – Es bleibt in der Familie (All In the Family – Episode: Meet the Bunkers) (CBS)
- Stanley Ralph Ross für All In the Family (All In the Family – Episode: Oh, My Aching Back) (CBS)
- Bob Carroll & Madelyn Davis für Here's Lucy (Episode: Lucy Meets the Burtons)